# Megaselia orthoneura
Megaselia orthoneura är en tvåvingeart som beskrevs av Borgmeier 1962. Megaselia orthoneura ingår i släktet Megaselia och familjen puckelflugor. Inga underarter finns listade i Catalogue of Life.